# Oskar Bühler
Oskar Bühler, genannt Ossi (* 4. Januar 1911 in Nürnberg; † 7. April 2001 ebenda), war ein deutscher Bergsteiger, Kletterer, Kletterführerautor und Erfinder des Bühlerhakens.

## Leben

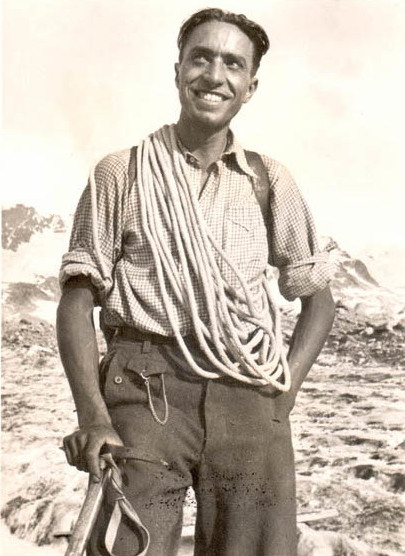
Oskar Bühler nach der Monte-Rosa-Ostwand, 17. September 1939

Oskar Bühlers Bergsteigerkarriere begann nach seinen eigenen Angaben mit einem Absturz: Der Auftrag seines Vaters, mit dem Fahrrad nach Sulzbach-Rosenberg zu fahren, führte den Vierzehnjährigen durchs Förrenbachtal. Dort sah er hoch am Hang den „Hohlen Fels“ und stieg hinauf. Zwei Kletterer seilten am unmittelbar benachbarten Gmabrocken ab, was ihn faszinierte. Um seine Schuhe zu schonen, ließ er sie am Einstieg stehen und kletterte in Strümpfen an der Bergseite (V-) hinauf. Beim Abstieg rutschte er ab, stürzte und verletzte sich nicht unerheblich. Das schreckte ihn keineswegs ab, vielmehr wollte er das Klettern nun „richtig“ erlernen.
Mit 15 Jahren trat er in die Sektion Nürnberg des DuOeAV ein. 1926 kam er erstmals in die Alpen. Zwei Jahre später absolvierte er einen Eiskurs bei Oskar Kühlken im Zillertal sowie einen Kletterkurs bei Walther Flaig im Verwall. Im Jahr 1929 unternahm er schon selbstständig Touren ins Zillertal und im Wilden Kaiser. In den Jahren 1926 bis 1939 gab er Kletterkurse und leitete die Bergsteigergruppe in der „Sektion Nürnberg“.
1933 radelte er mit Freunden von Nürnberg nach Pontresina und bestieg dort den Piz Bernina über den Biancograt. Danach fuhr man mit dem Rad zum Matterhorn und erreichte den Gipfel über den Hörnligrat. 1934 wurde Bühler, als er den Gipfel des Zwölferkofels in den Sextner Dolomiten über die Nordwand (Schranshoferweg) erreichte, von einem Blitz gestreift, worauf er das Bewusstsein verlor. Als er wieder zu sich kam, lag er nur Schritte von der 900 Meter hohen Abbruchkante entfernt. Seine außergewöhnlichste Tour in jener Zeit war wohl der Alleingang durch das Marinelli-Couloir der Monte-Rosa-Ostwand im Jahr 1939. 1943 absolvierte er den Lehrwartkurs für Winterbergsteigen bei Wastl Mariner auf der Franz-Senn-Hütte.
Seine schwierigste Erstbegehung im Klettergebiet Nördlicher Frankenjura gelang ihm bereits 1929 mit den Gebrüdern Seifert. Der Seifertriss (SO-Riss) am Zehnerstein wird bis heute mit „V+a1 (VI+)“ (UIAA-Skala) bewertet. Im Oberen Püttlachtal eröffnete er 1939 an der Hohen Nase die Route Alter Weg Va1 (VII-), weitere Erstbegehungen gelangen an der Trockauer und der Tüchersfelder Wand im Püttlachtal.

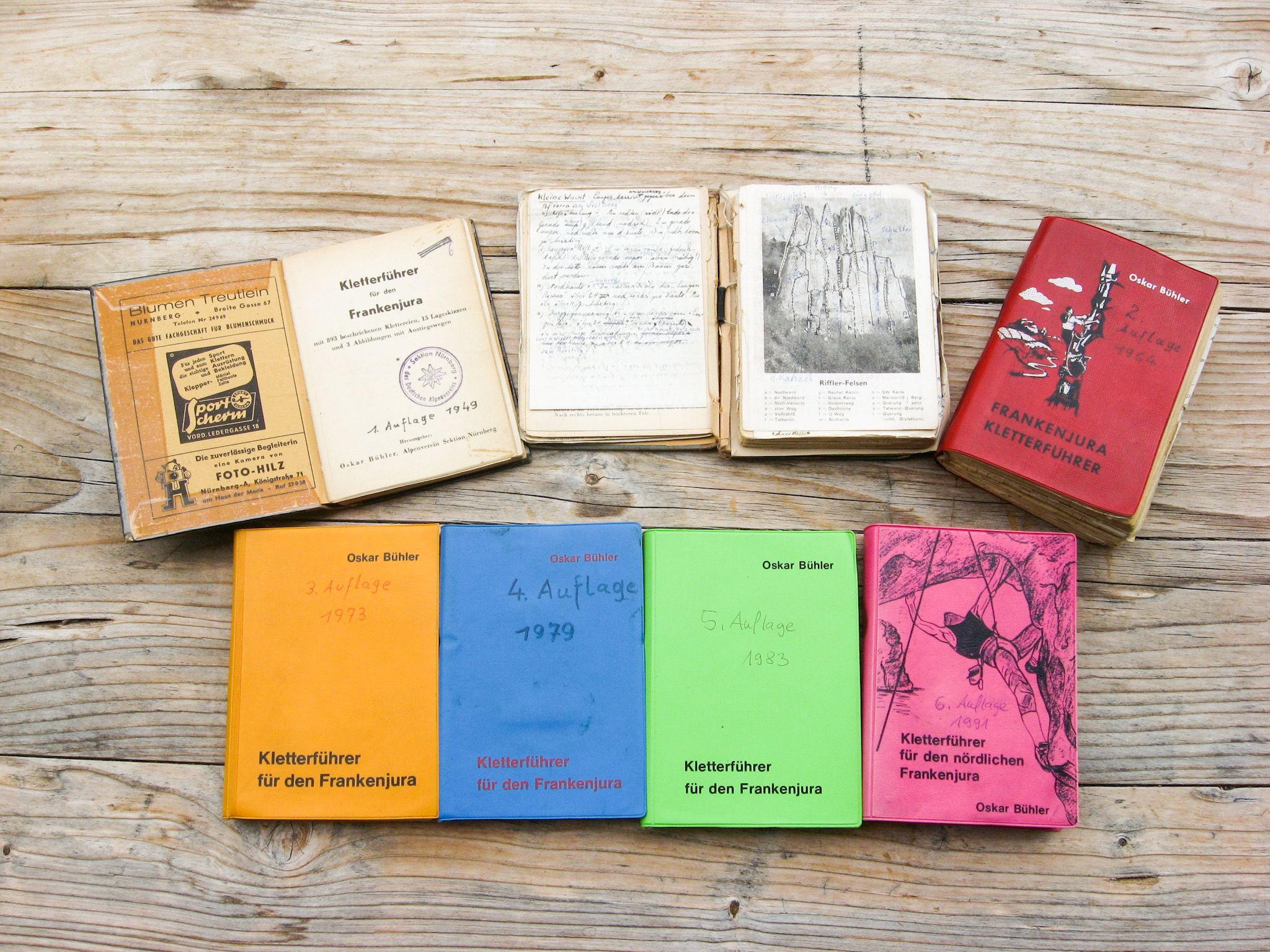
Bühler-Kletterführer für den Frankenjura

Im Jahr 1949 erschien Bühlers erster Kletterführer für den Frankenjura mit 893 Routenbeschreibungen. In die 4. Auflage 1979 nahm er erstmals Rotpunktbewertungen mit Schwierigkeiten im VII. und VIII. Grad auf, an denen die damals besten Kletterer aus Franken mitgewirkt haben. Auch an der Bewertung der Schwierigkeit der Routen in der 5. Auflage 1983 wirkten Kurt Albert, Norbert Sandner, Sepp Gschwendtner, Wolfgang Oestreicher und Werner Scharl sowie Karlheinz Hetz und Jürgen Riedel entscheidend mit. Die sechste und letzte Auflage seines Führers erschien 1991 mit über 4.200 Routenbeschreibungen. Zu diesem Zeitpunkt war Bühler bereits 80 Jahre alt.
Mit der Erfindung des Bühlerhakens, eines Bohrhakens aus rostfreiem Stahl, hat der Bauingenieur seit Anfang der 1960er Jahre wesentlich zur Sicherheit beim Klettern beigetragen. Den ersten Haken zementierte „Ossi“ am 8. Mai 1960 am Albrecht-Dürer-Fels im nördlichen Frankenjura. Ab 1965 ersetzte er die verzinkten Haken durch nichtrostende Edelstahlhaken aus Rundstahl, die Bühler-Haken, die von ihm selbst Silberlinge genannt wurden. Die Größe ergab sich aus dem Wunsch, im Notfall sowohl einem Karabiner als auch zwei Fingern Platz zu bieten. Am 12. November 1986 wurde der Bühlerhaken vom TÜV mit einem ausgezeichneten Ergebnis getestet. Er ist der erste sichere Bohrhaken, der weite Verbreitung fand. Nicht alle Kletterer waren zunächst mit dieser Arbeit einverstanden. Die „Teufelskralle“, eine Gruppe extremer Kletterer, lenkte erst nach heftigen Diskussionen ein.

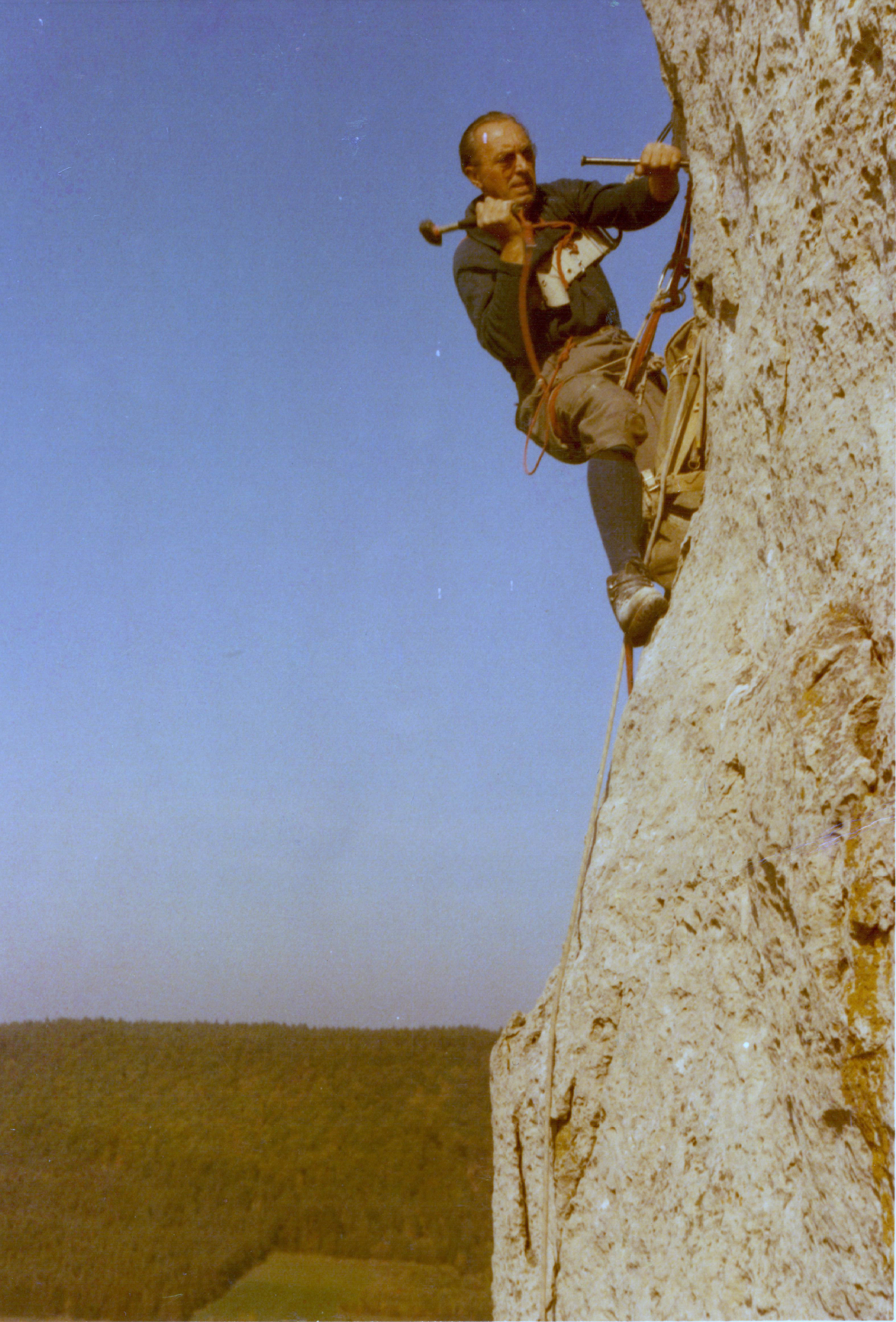
Oskar Bühler schlägt am 2. Oktober 1971 ein Bohrloch für einen neuen Haken im Mandel-Gedächtnis-Weg am Rotenstein bei Burggrub

Bis ins hohe Alter aktiv, hat „Ossi“ Bühler alleine in der Fränkischen Schweiz weit über 2.500 seiner Haken gesetzt. Über das Anbringen von etwa 7.000 weiteren Haken durch seine Kameraden hat er Buch geführt. An den Ruchenköpfen sowie im Wilden Kaiser sind Bühlerhaken zu finden.
In den 1950er Jahren organisierte er den Kauf der Thalheimer Hütte für die Sektion Nürnberg und in den 1960er Jahren den Bau der Egloffsteiner Hütte (Heute „Ossi-Bühler-Hütte“) und bewartete diese insgesamt 16 Jahre mit seiner Frau bis zum Jahr 1965. Von 1966 bis 1982 war er im Vorstand der Sektion Nürnberg tätig. 1970 wurde er zum 1. Vorsitzenden der Alpenvereinssektion Nürnberg gewählt und blieb es zehn Jahre. Die Sektion Nürnberg würdigte sein Engagement 1970 mit der Ehrenmitgliedschaft und ernannte ihn 1982 zum Ehrenvorsitzenden. Als Vertreter der nordbayerischen Sektionen war er fünf Jahre lang im Hauptausschuss des DAV tätig.
Nach Gründung der IG Klettern Frankenjura & Fichtelgebirge engagierte er sich auch dort und war bis zu seinem Tod Ehrenmitglied und Ehrenvorsitzender.
Oskar Bühler wurde für seine Verdienste um den Klettersport 1988 mit dem Bundesverdienstkreuz am Bande ausgezeichnet. Ihm zu Ehren wurde auf dem Plecher Turm bei Spieß ein überdimensionaler Bühlerhaken gesetzt.
Am 4. Mai 1996 erhielt er in Spital am Pyhrn den 2. Preis beim „Dietmar-Eybl-Preis“, der „für herausragende Leistungen im Dienste der Sicherheit am Berg“ vergeben wurde.
Oskar Bühler starb am 7. April 2001 wenige Wochen nach seinem 90. Geburtstag.

## Veröffentlichungen
- Kletterführer für den Frankenjura und das Fichtelgebirge mit Steinwald. Mit 2.825 beschriebenen Klettereien, 15 Karten und 2 Abbildungen. 4. Auflage. Selbstverlag, 1979 (339 S.).
- Kletterführer für den Frankenjura und das Fichtelgebirge mit Steinwald und Frankenwald. Mit über 3.300 beschriebenen Klettereien, 18 Karten und 2 Abbildungen mit Anstiegswegen. 5. Auflage. Selbstverlag, 1983, DNB 830599398 (424 S.).
- Kletterführer für den gesamten nördlichen Frankenjura. Mit 4.200 beschriebenen Klettereien, 12 Karten. 6. Auflage. Selbstverlag, 1991, DNB 942026470 (407 S.).